# 황부인
황부인(黃夫人, ? ~ ?)은 중국 삼국시대 촉한의 재상인 제갈량의 부인으로, 황승언의 딸이다.

## 이름에 대하여
황월영(黃月英), 황완정(黃婉貞)이라는 이름으로도 알려져 있지만, 이 이름들은 황부인과 관련된 일들에 빗대어 후대에 사람들이 만든 이름으로 본명이 아니다.

## 생애
《양양기(襄陽記)》에 의하면 면남(沔南) 지역의 명사였던 황승언은 제갈량이 결혼 상대를 찾고 있다고 듣고 그에게 이와 같이 말했다고 한다. 
| “ | 내게 추한 딸이 있는데, 머리는 노랗고 낯빛은 검지만, 재주가 당신과 배필이 될 만 하다. | ” |

라고 하며 자신의 딸을 권하였다. 제갈량이 이를 허락하자 황승언은 바로 딸을 수레에 실어 보냈다. 당시 사람들은 이 일을 웃음거리로 삼았고, 세간에는 "공명이 아내 고르는 것을 흉내내지 마라. 바로 아승(阿承, 황승언)의 못난 딸을 얻게 된다"는 말이 돌았다고 한다.
손님이 제갈량의 집에 가기만 하면 황씨가 쌀밥이 든 국수 등을 즉시 차려나왔다. 이를 기이하게 여긴 손님이 부엌을 보니 나무인형이 맷돌을 돌리고 나무당나귀가 절구를 찧고 있었다. 범성대는 공명이 훗날 목우유마를 만든 것은 아내 황씨의 재주를 전수받았기 때문이라고 적었다.

## 삼국지연의에서의 묘사
황승언의 딸이며, 제갈량의 부인, 제갈첨의 어머니인 황씨(黃氏)로 등장한다. 용모는 매우 누추하였으나 기발한 재주가 있었다고 묘사된다. 제갈량이 죽고 얼마 지나지 않아 황부인도 죽었다고 하며, 죽기 전에 아들 제갈첨에게 충효를 다할 것을 당부하였다고 한다.

## 같이 보기
- 삼국지 인물 목록
- 진수 (서진)
- 배송지